# 태화빌딩
태화빌딩(泰和빌딩)은서울 종로구 인사동 소재의 요릿집 태화관이 있던 자리에 세워진 빌딩이다.

## 내용
태화관(泰和館)은 구한 말의 고급 요릿집 명월관(明月館)이 1918년 소실된 후 세워진 분점 격이다. 1919년 3.1운동 당시 민족대표들이 모여 독립선언식을 거행한 장소로도 알려져 있다. 그 태화관이 있던 자리에 1921년 마이어스 선교사가 여성과 아동을 위한 '태화여자관'을 개관하였고, 1982년 수익사업을 위해 태화빌딩이 세워졌다. 
현재는 11층에 태화복지재단 사무실이 들어서 있고 1층에는 민족대표의 독립선언 장면을 그린 민족기록화가 걸려 있다. 다만 최대섭이 그린 관찬 민족기록화 원화가 아닌 복제품이다. 빌딩 앞에는 삼일독립선언유적지 기념비와 동판에 새긴 기미독립선언문이 자리해 있다.

## 같이 보기
- 태화관